# Sabiha Bengütaș
Sabiha Ziya Bengütaş (n. 1904, Constantinopol, Imperiul Otoman – d. 2 octombrie 1992, Ankara, Ankara (il), Turcia) a fost o sculptoriță turcă. A fost prima femeie sculptor din Turcia.

## Biografie
Sabiha Ziya s-a născut în Istanbul, în 1904. A avut o soră și un frate mai mare. A urmat școala Eyubsultan Numune, acum cunoscută sub numele de liceul Eyüp  Anatolian. A trăit patru ani în Damaskus, Siria (în acea perioadă parte a Imperiului Otoman), unde tatăl ei a fost repartizat datorită ocupație acestuia. A continuat educația acolo, la o școală catolică franceză, pentru un an. Familia s-a întors acasă și s-a stabilit în Büyükada, unde a absolvit studiile secundare la școala Köprülü Fuat. În 1920, a început să studieze artele plastice în cadrul Departamentul de Pictură și Sculptură a Academiei de Arte Frumoase din  Istanbul (turcă otomanăː Sanayi-i Nefise Mektebi‎, în prezent Universitatea Mimar Sinan). A fost prima elevă, de sex feminin, din clasă. Feyhaman Duran a fost unul dintre profesori în cadrul universității. În 1924, a câștigat o bursă acordată de stat pentru a studia la Academia de Arte Frumoase din Roma, Italia, unde l-a avut profesor pe Ermenegildo Luppi (1877-1937).
Mai târziu, s-a căsătorit cu Şakir Emin Bengütaş, un diplomat și nepot al poetului Abdülhak Hamit Tarhan. A călătorit de multe ori în stăinătate însoțită de soțului ei. Cuplul s-a stabilit la Maltepe, un cartier din Çankaya în Ankara, după ce soțul ei s-a pensionat. A adoptat o fiică pe nume Nurol, care i-a umplut singurătatea mai târziu.
A murit la Ankara pe 2 octombrie 1992.

## Artă
În 1925, cele trei busturi realizate de Sabiha Ziya au fost expuse într-o expoziție la Galatasaray, Beyoğlu din Istanbul. Anul următor, alte trei busturi au fost expuse în expoziția din același loc. Unele dintre sculpturile ei sunt busturi de oameni celebri, cum ar fi poetul Ahmet Hașim (1884?-1933), dramaturgul și poetul Abdülhak Hamit Tarhan (1852-1937), prima actriță de film, musulmană, Bedia Muvahhit (1897-1994), generalul și politicianul Ali Fuat Cebesoy (1882-1968), Prima Doamnă Mevhibe Inönü (1897-1992) și politicianul Hasan Ali Yücel (1897-1961).
În 1938, a câștigat „premiul I” la două concursuri de sculptură despre Mustafa Kemal Atatürk (1881-1938), fondatorul Turciei moderne, și Ismet Inönü (1884-1973), general și politician. Statuia lui Atatürk a fost expusă în grădina palatului prezidențial Çankaya Conac, iar statuia lui Inönü în Mudanya, pentru a comemora Armistițiul din Mudanya (1922). A fost, de asemenea, asistenta lui Pietro Canonica în realizarea Monumentului Republicii, ridicat în Piața Taksim, din Istanbul, în 1928.